# 公孙挥 (齐国)
公孙挥，春秋时期齐国大夫。
前484年（周敬王三十六年、鲁哀公十一年、吴王夫差十二年、齐简公元年）五月，吴王夫差联合鲁国伐齐，攻克博（今山东省泰安市东南），五月二十五日，至嬴（今济南市莱芜区西北）。夫差率领吴国中军，胥门巢率领上军，王子姑曹率领下军，展如率领右军。齐国国书率领中军，高无丕率领上军，宗楼率领下军。战前，公孙挥鼓舞士气，命令部下：“每人拿八尺的绳子，吴人头发短。”吴国人断发文身，不能用头发栓首级，所以准备绳子。五月二十七日，战于艾陵（今济南市莱芜区东北），吴国右军击败齐国上军，齐国中军击败吴国上军。吴王率中军救助上军，大败齐军，俘虏了国书等将领，革车八百辆，斩杀甲士首级三千。